# Гусева, Мальвина Борисовна
Мальвина Борисовна Гусева — российский учёный в области физической электроники, профессор МГУ.
Родилась 26.03.1936 в Харькове.
Окончила физический факультет МГУ (1959, с отличием) и работала там же на кафедре физической электроники. Кандидат наук (1965), доктор физико-математических наук (1989). С 1992 г. профессор, с 2015 г. ведущий научный сотрудник.
Научные интересы:
- Ионная и электронная стимуляция процессов на поверхности
- Твердотельная и эмиссионная электроника
- Синтез новых форм углерода

В 1964—1969 гг. участвовала в выполнении государственного задания по созданию физических основ элионной технологии, провела исследование влияния ионного облучения на процесс формирования, структуру и свойства тонких пленок. Обнаружила эффект и дала объяснение механизма ионной стимуляции процесса конденсации и роста тонких пленок на поверхности твердого тела. В 1973—1975 гг. этот эффект был использован для создания технологии локального формирования фотокатодов.
Создала высокопервиансную электронную пушку и миниатюрный высоковакуумный ионный источник с полым катодом, впоследствии примененные для масс-спектрометрических исследований малых проб лунного грунта.
При ее участии и под ее руководством выполнены пионерские работы по развитию методов синтеза и исследованию новых аллотропных форм углерода - карбина и ГЦК углерода; доказана линейно-цепочечная структура карбина, обнаружены солитоны и спиновые волны в карбине. Вела исследования, направленные на получение новых метастабильных форм в наноразмерных системах для применения в наноэлектронике. 
Подготовила 21 кандидата и 2 докторов наук. Опубликовала более 200 научных работ.
Сочинения:
- Физические основы твердотельной электроники : [Учеб. пособие для физ. спец. вузов] / М. Б. Гусева, Е. М. Дубинина. — М. : Изд-во МГУ, 1986. — 311,[1] с. : ил.; 22 см.
- Новые углеродные наноматериалы: получение, исследование, перспективы применения. Новые формы углерода и их применение в электронике. Александров А. Ф., Гусева М. Б., Новиков Н. Д., Савченко Н. Ф., Стрелецкий О. А., Хвостов В. В., Якунин В. Г. Наука Москва, ISBN 978-5-02-038086-8, 109 с. 2013 г.
- Специальный физический практикум, Часть 2. Дубинина Е. М., Нетишенская Г. П., Гусева М. Б., Бабаев В. Г., Кашлинова Р. М., Ефременкова В. М., Крохина А. И., Петров В. И., Лукьянов А. Е., Спивак Г. В., Мицук В. Е., Солнцев Г. С., Двинин С. А., Попова Н. П., Черников В. А., Девятов А. М., Канавец И. А., Швилкин Б. М., Зайцев А. А., Волкова Л. М., Годяк В. А., Александров А. Ф., Тимофеев И. Б., Виноградова М. Б., Неровня Л. К., Остробородова В. В., Юнович А. Э., Желудева Г. А., Шишкин Б. Б. 1977. Издательство Московского университета Москва, 376 с.